# 波西奧

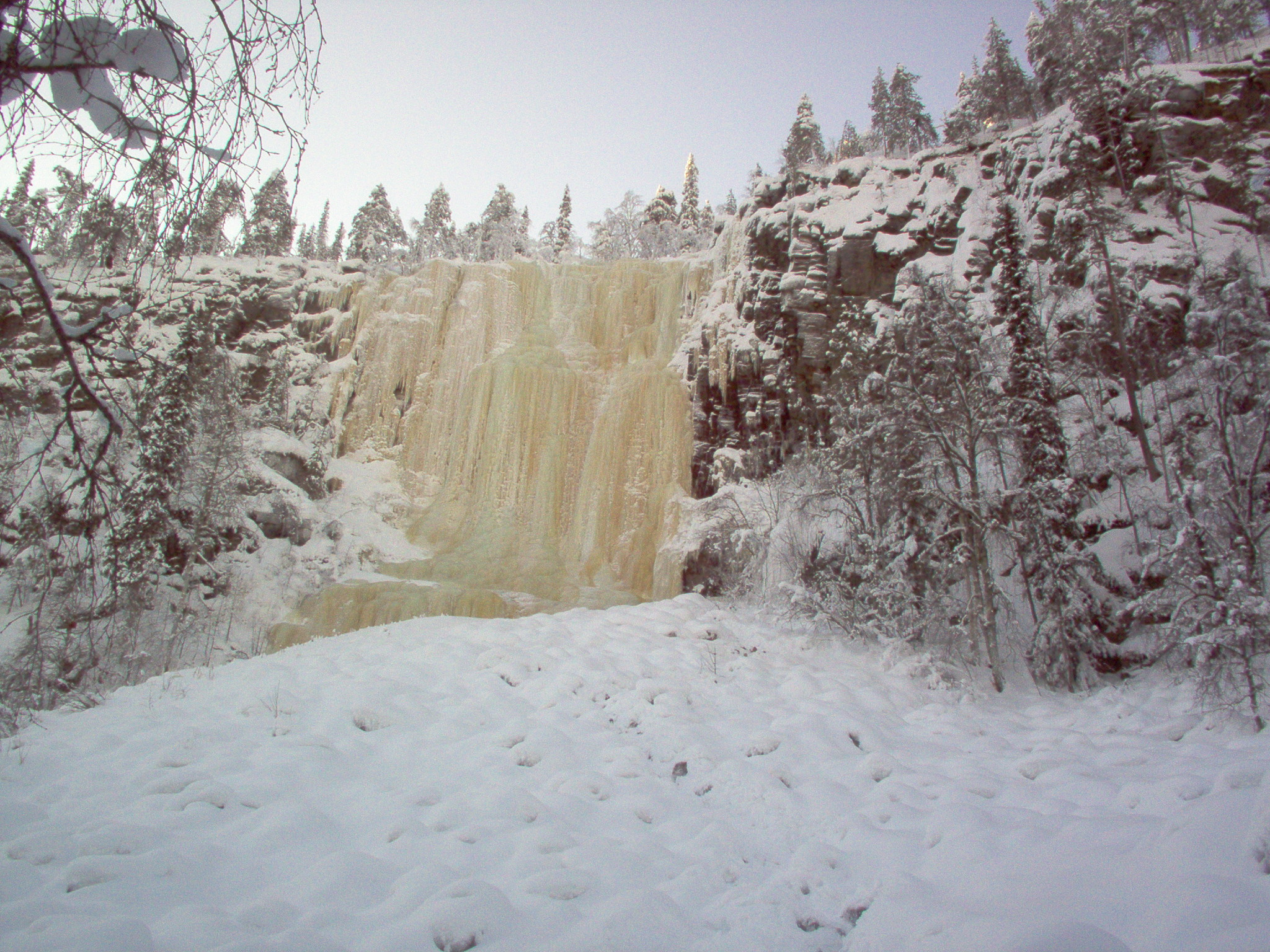
天然形成的冰墙

波西奧（芬蘭語：Posio）是芬蘭的市鎮，位於該國東北部，在拉普蘭區内，始建於1926年，面積3,545平方公里，最高點海拔高度466米，2013年人口3,812，人口密度為每平方公里1.25人。

## 外部連結
- 波西奧市镇官方网站 （页面存档备份，存于） （文）